# جون حبيب
جون حبيب  (John S. Habib) هو جون س . حبيب رحالة وكاتب أمريكي، عربي المولد، أمريكي الجنسية. والداه عربيان، نشأ في الولايات المتحدة الأمريكية ، وتعلم بها. فيجيد الإنجليزية، كما أنه يعرف اللغة العربية عن والديه. يتميز باطلاعه الواسع، ولديه القدرة على استخلاص المعلومات، كما لديه معرفة باللهجات العربية المختلفة. وقد ألف جون حبيب كتاب «الإخوان السعوديون في عقدين» عام 1977م. وقد أثري المكتبة العربية بهذا الكتاب لما يحتويه من معلومات قيمة موثقة، وقد بذل فيه مجهود كبير، فقد استخلص الحقائق عن طريق تحليل المعطيات المتيسرة، والإفادة من المصادر المكتوبة مثل الوثائق الحكومية العامة (السعودية والبريطانية)، والكتب، والمقالات الصحفية، كما اعتمد جون حبيب على المقابلات الشخصية التي أجراها مع شخصيات كثيرة تتصل بالأحداث التي احتواها الكتاب. كما أن جون حبيب كان يفضل أن يكون طوال فترة جمع المعطيات قريباً من أرض الواقع، فقد زار الأرطاوية والغطغط، وكثيراُ من الأماكن التي تتعلق بالأحداث.

## مؤلفاتة
- The Ikhwan of Najd and Their Role in the Creation of the Sa'udi Kingdom, 1910-1930
- الإخوان السعوديون في عقدين 1910-1930 (النسخة المترجمة للعربية)